# Campyliadelphus polygamus
Campyliadelphus polygamus là một loài Rêu trong họ Amblystegiaceae. Loài này được (Schimp.) Kanda mô tả khoa học đầu tiên năm 1975.